# Curt Englaender
Curt Englaender, auch Kurt Engländer (* 4. Juli 1902 in Eschweiler; † 17. Juni 1983 in Altenkirchen (Westerwald)) war ein deutscher Jurist, NS-Funktionär zur Zeit des Nationalsozialismus und in der Bundesrepublik Präsident des Oberverwaltungsgerichts Rheinland-Pfalz in Mainz.

## Leben
Englaender besuchte das Gymnasium und absolvierte nach dem 1921 bestandenen Abitur ein Studium der Rechtswissenschaften. Von 1926 bis 1928 war er wissenschaftlicher Mitarbeiter beim juristischen Fachbereich der Universität Köln und promovierte 1928 zum Dr. jur. Nach zweitem Staatsexamen schlug er die höhere Beamtenlaufbahn ein und war ab 1930 als Dezernent bei der Staatsanwaltschaft Köln tätig. Von 1931 bis 1936 war er als Rechtsanwalt tätig.
Politisch betätigte sich Englaender ab 1928 zunächst bei der Deutschen Volkspartei, er trat dann zum 1. Mai 1933 der NSDAP bei (Mitgliedsnummer 2.097.799). Dem NS-Rechtswahrerbund gehörte er ab 1933 und der SA von 1933 bis 1935 an. Englaender war ab 1936 als Bürgermeister in Kesternich tätig und von 1939 bis 1945 in Menden. Ab 1937 war er als Ortsgruppenleiter und ab 1939 als Kreisamtsleiter der NSDAP tätig.
Während des Zweiten Weltkrieges war Englaender vom 21. April 1942 bis offiziell Ende Januar 1944 im deutsch besetzten Generalgouvernement Stadthauptmann von Lublin. Diesen Posten hatte er aber schon vorher aus angeblich gesundheitlichen Gründen verlassen – ihm folgte im Amt bereits Mitte November 1943 Karl Vielweib nach. Er war danach bei der Wehrmacht.
Nach Kriegsende war Englaender in englischer Kriegsgefangenschaft. Bei seinem Antrag auf Zulassung als Rechtsanwalt im Herbst 1947 schrieb er für seine Tätigkeit ab 1942 nebulös „Kriegseinsatz“. Bei der Entnazifizierung wurde er am 16. Dezember 1948 als Mitläufer eingestuft. Als Kreisrechtsrat in Altenkirchen konnte Curt Englaender wieder in den Staatsdienst in Rheinland-Pfalz zurückkehren und wurde Richter am Verwaltungsgericht. Er stieg schließlich zum Präsidenten des Oberverwaltungsgerichts in Mainz auf.

## Schriften
- Kurt Engländer, Zivilrechtliche Ansprüche der Jagdberechtigten gegenüber Störungen und Eingriffen in sein Jagdrecht, Düren-Rhld. 1928, Köln, Rechtswiss. Diss., 1928 DNB
- Kurt Engländer, Landesgesetz über den Abbau und die Verwertung von Bimsvorkommen vom 13. April 1952. – Kommentar. 1952. 54 S. Rheinland-Pfälzische Bibliographie
- Festgabe für Curt Englaender zum 60. Geburtstag, 4. Juli 1962. Dargebracht von Richtern und Beamten der Kammer Mainz des Verwaltungsgerichts Neustadt a.d. Weinstraße. Mainz, 1962. 82 S. Rheinland-Pfälzische Bibliographie
- Alltagsrecht des Jägers, Mainz : Hoffmann, 1984, 2. Aufl. 3-87341-032-X
- Entscheidungen in Jagdsachen der ordentlichen Gerichte, der Arbeitsgerichte, der allgemeinen Verwaltungsgerichte sowie der Finanz- und Sozialgerichte Bd. 4. 1970 – 1974, Hamburg, Berlin : Parey 1976 ISBN 3-490-04512-2
- Verwaltungsgerichtsordnung (VwGO) vom 21. Januar 1960, Köln : Dt. Gemeindeverl, 1960, 1961